# Louis Van der Swaelmen
Louis Martin Van der Swaelmen (Elsene, 18 oktober 1883 – Montreux, 12 oktober 1929) was een Belgisch landschapsarchitect en stedenbouwkundige. Hij was een van de pioniers van de modernistische tuinwijkbouw in België.

## Levensloop
Van der Swaelmen was de zoon van de uit Nieuwpoort afkomstige tuinarchitect  Louis-Léopold Van der Swaelmen, die staatsinspecteur was voor de parken en tuinen.
Na zijn middelbare studies volgde hij een voorbereidend jaar op de rechtenstudie aan de Université libre de Bruxelles maar in 1903 schreef hij zich in aan de Koninklijke Academie voor Schone Kunsten van Brussel waar hij tekenles kreeg van Guillaume Van Strydonck.
Hij startte zijn carrière als restaurateur van schilderijen maar vervoegde al vlug zijn vader die hem zelf opleidde. Vader en zoon Van der Swaelmen kregen in 1904 de opdracht om voor de Wereldtentoonstelling van 1905 te Luik de inplanting van de groene ruimten over het volledige terrein en deze van de gebouwen in het Parc de la Boverie te ontwerpen. Voor de Wereldtentoonstelling van 1910 van Brussel werkte hij onder leiding van Ernest Acker aan een algemeen inplantingsplan. Ook voor de Wereldtentoonstelling van 1913 te Gent was hij actief en hij gaf er tevens presentaties over tuinarchitectuur.
Ondertussen was Van der Swaelmen ook actief in de Koninklijke Commissie voor Monumenten en Landschappen waar hij opklom tot vicevoorzitter.
Tijdens de Eerste Wereldoorlog vluchtte hij naar het neutrale Nederland. Hij was er directeur van het Comité Néerlando-Belge d’Art Civique en werkte er samen met Paul Otlet, Emile Vinck en de Nederlandse stedenbouwkundige Hendrik Petrus Berlage aan de voorbereiding van de wederopbouw van België. In Leiden publiceerde hij in 1916 zijn eerste urbanistisch werk: Préliminaires d'art civique mis en relation avec le cas clinique de la Belgique. In dit werk, dat een gids voor de wederopbouw was, lanceerde hij het idee van een Park-system waarbij de stad zou omgeven worden door tuinwijken die ervan gescheiden zouden worden door een groene gordel. Voor de stad zelf voorzag hij vooral commerciële, administratieve en financiële activiteiten.
Hij werkte met architect Huib Hoste, die eveneens naar Nederland was uitgeweken, aan het ontwerp van het Belgenmonument te Amersfoort (1916).
In 1919 keerde Van der Swaelmen terug naar België en richtte er samen met Raphaël Verwilghen de belangenvereniging voor stedenbouwkundigen Société des Urbanistes Belges (SBU) op. Hij werd de eerste voorzitter van de vereniging (tot in 1927) en lanceerde het tijdschrift La Cité waarvoor hij de redactie verzorgde.
In de jaren 1920 was Van der Swaelmen vooral actief in het stedenbouwkundig ontwerp en de tuinarchitectuur van tuinwijken.  Met Jean-Jules Eggericx ontwikkelde hij de tuinwijken Floréal en Le Logis te Watermaal-Bosvoorde, met Victor Bourgeois de Cité Moderne te Sint-Agatha-Berchem, met Huib Hoste de Tuinwijk Klein Rusland te Zelzate en samen met Hoste en Antoine Pompe de Tuinwijk Kapelleveld te Sint-Lambrechts-Woluwe.
In 1927 ontwierp hij, op vraag van Henry Van de Velde, het grafmonument voor Emile Verhaeren aan een Scheldebocht te Sint-Amands. Van de Velde, directeur van de École nationale supérieure des arts visuels stelde hem dat jaar ook aan als docent stedenbouwkunde en tuinarchitectuur aan. Twee jaar later stierf hij op 46-jarige leeftijd in het Zwitserse Montreux.

Modernistische tuinwijken in Brussel.
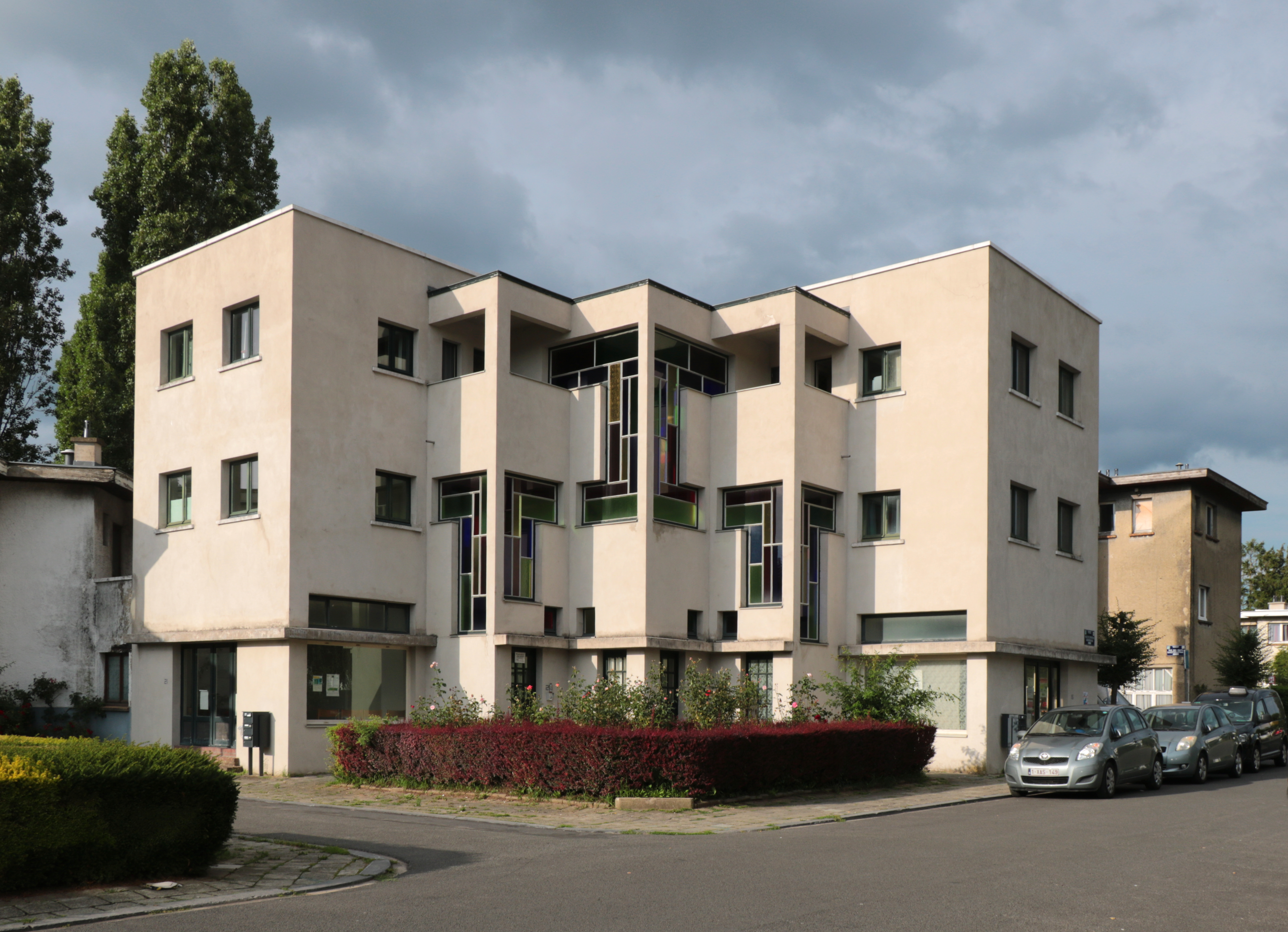
Cité Moderne / Moderne Wijk (Sint-Agatha-Berchem).
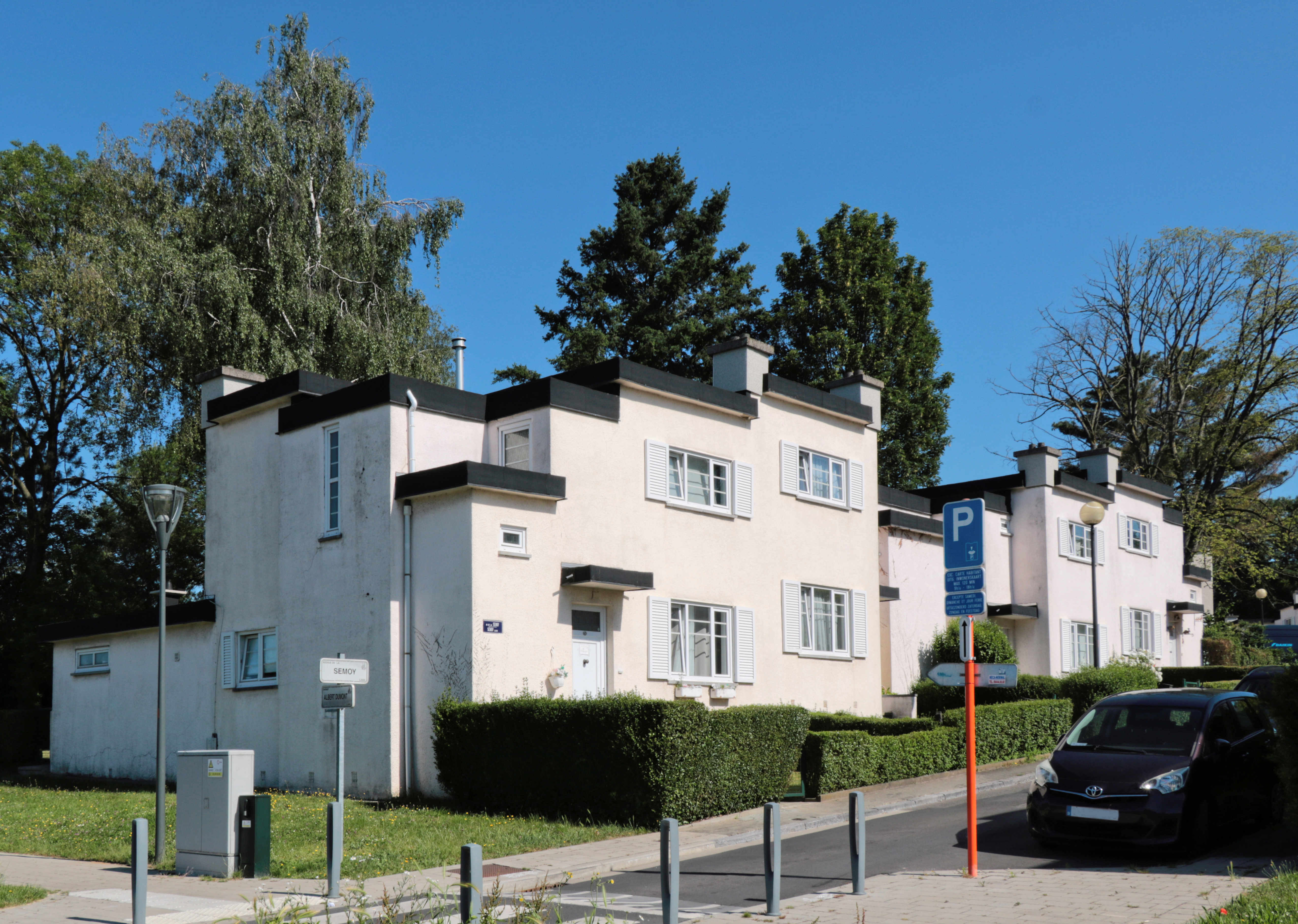
Tuinwijk Kapelleveld - Semoylaan no 58.
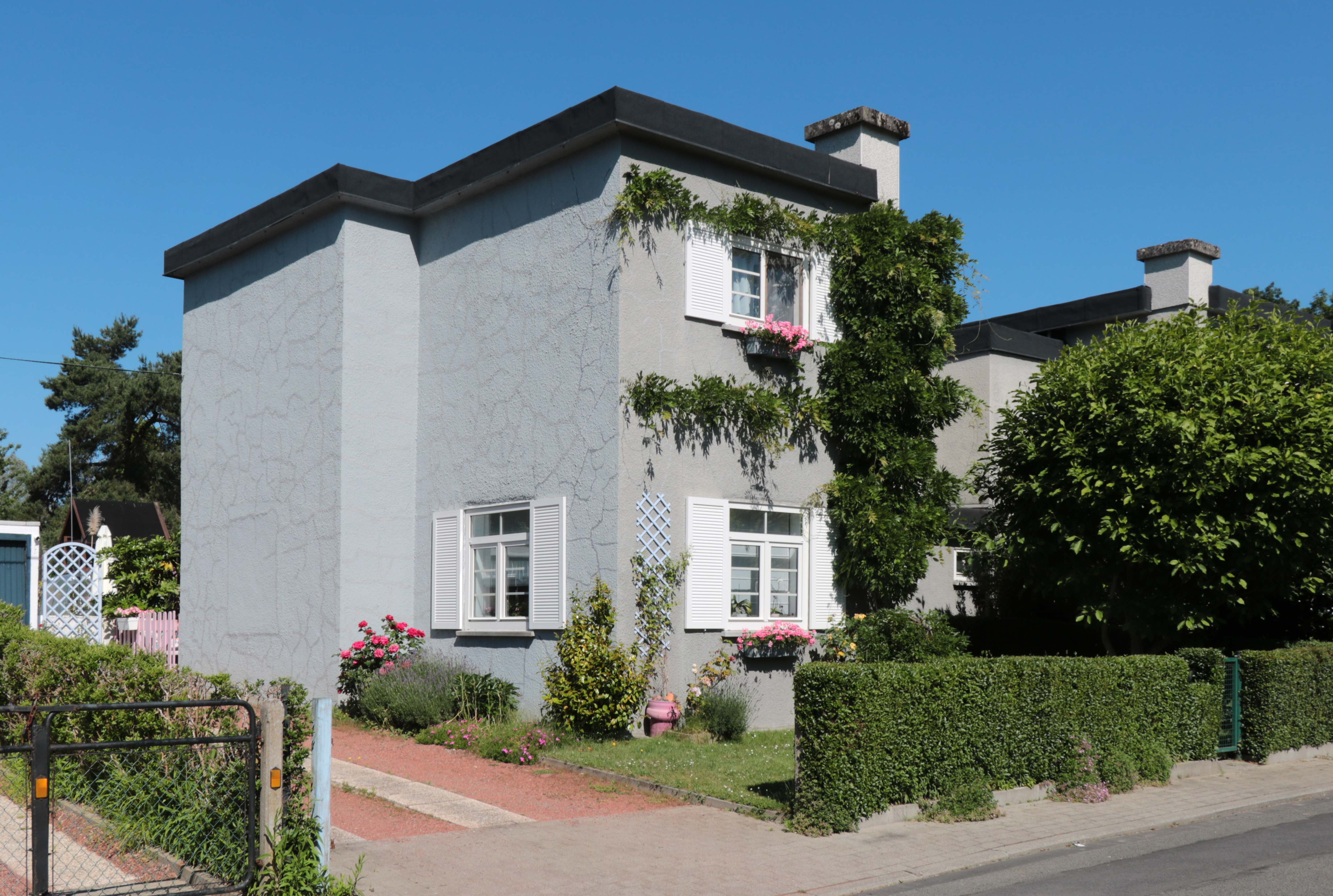
Tuinwijk Kapelleveld - Jan's Bosch laan no 34.